# Ducado de Demótica
El ducado de Demótica (en griego: Δουκάτον Διδυμοτείχου) fue un estado efímero creado por los cruzados en el territorio bizantino de Tracia en 1204. La capital fue Demótica (actual Didimótico), al sur de Adrianópolis. Fue concedido a Hugo IV de Saint Pol. En 1205 los griegos se sublevaron y se sometieron al Segundo Imperio búlgaro. Luis de Blois y el emperador latino Balduino de Flandes intentaron establecer la soberanía latina en la región pero fueron derrotados en la batalla de Adrianópolis (14 de abril de 1205) en la que Luis murió y Balduino fue hecho prisionero.